# سیارک ۷۴۵۱
سیارک ۷۴۵۱ (به انگلیسی: 7451 Verbitskaya، نامگذاری:1978PU2) هفت هزار و چهارصد و پنجاه و یکمین سیارک کشف شده‌است که در ۸ اوت ۱۹۷۸ کشف شد.
قدر مطلق سیارک برابر ۱۲٫۷۰ است.